# Oskar Polansky
Oskar Engelbert Polansky  (* 28. März 1919 in Wien; † 15. Januar 1989 in Mülheim an der Ruhr) war ein österreichischer Chemiker und Professor für Chemie (Theoretische Chemie, Organische Chemie, Strahlenchemie).

## Leben
Oskar E. Polansky, Sohn von Camilla Maria Theresia Polansky, geborene Sorger, und Franz Karl E. Polansky, heiratete 1942 Editha Weber. Aus der Ehe gingen die Kinder Elisabetha und Gisella hervor. Er studierte ab 1947 Chemie an der Universität Wien mit der Promotion in Organischer Chemie zum Doktor der Philosophie 1957 bei Friedrich Wessely (Über die Einwirkung metallorganischer Verbindungen auf Chinole und acylierte Acyloine), dessen Assistent er danach war. Als Post-Doktorand war er 1957/58 bei Charles Coulson in Oxford. 1963 habilitierte er sich in Theoretischer Chemie an der Hochschule für Bodenkultur Wien (Zur Stereochemie konjugierter Systeme). 1965 wurde er außerordentlicher Professor für Theoretische Organische Chemie an der Universität Wien und 1967 Professor und Direktor des neu gegründeten Instituts für Theoretische Chemie, was er bis 1973 blieb. Nachdem er ab 1968 Wissenschaftliches Mitglied der Max-Planck-Gesellschaft geworden war, wurde er 1970 Direktor am Max-Planck-Institut für Kohlenforschung in Mülheim an der Ruhr und Leiter der Abteilung Strahlenchemie und ab 1973 Direktor des Instituts für Strahlenchemie. Außerdem wurde er 1973 Honorarprofessor an der Universität Dortmund. 1981 bis 1987 war er Direktor am Max-Planck-Institut für Strahlenchemie in Mülheim. Ab 1984 war er Honorarprofessor an der Universität Wien. 1987 wurde er emeritiert.
Ab 1975 war er  Herausgeber der Communications in mathematical chemistry (MATCH). 1960 und 1961 erhielt er den Theodor-Körner-Preis, 1966 den Kuschenitz-Preis der Österreichischen Akademie der Wissenschaften und 1979 die Ehrenmedaille der Bulgarischen Akademie der Wissenschaften.
Er befasste sich mit organischen Lewis-Säuren, Struktur und Elektronenkonfiguration organischer Moleküle (Quantenchemie) und topologischen Effekten auf Molekülorbitale.
Zu seinen Doktoranden zählt Peter Schuster (mit Friedrich Wessely).

## Schriften
- mit Ivan Gutman: Mathematical concepts in organic chemistry, Springer 1986